# Brevo
Brevo, ex Sendinblue, est une plateforme française d'envoi d'emails de masse. L'entreprise édite une suite logicielle de type SaaS à destination des PME pour effectuer du marketing relationnel. 

## Présentation
Brevo est une entreprise française présente en France, en Allemagne, aux États-Unis et en Inde. Elle emploie environ 250 personnes.
Elle vend des prestations d'envoi de newsletters et de campagnes de SMS marketing, de courriels ou SMS dits transactionnels ou bien encore la construction de parcours clients personnalisés s'apparentant à du marketing automation,.
Fondée sur un modèle B-to-B, Brevo vise particulièrement les petites et moyennes entreprises.
Le service est gratuit dans la limite de trois cents courriels quotidiens, seuil au delà duquel un abonnement payant mensuel est nécessaire.

## Historique
L’application « Mail in » est créée en 2011[réf. souhaitée]. Elle devient « Mail in Blue » en 2012 en tant que marque déposée par l’entreprise Dual Technologies Services dirigée par Armand Thiberge. L’application permet alors de créer et d'envoyer des lettres d’information dans un but publicitaire ainsi que des courriels transactionnels.
En 2013, Caloga, autre entreprise du marketing digital, injecte un million d'euros. À cette occasion, la société change de nom pour « Sendinblue » et développe son offre commerciale en intégrant la possibilité d'envoi par SMS.
En 2017, une levée de fonds de 30 millions d’euros est réalisée auprès de Partech Ventures. L'un des objectifs affichés est alors de faire basculer les utilisateurs gratuits sur une offre payante.
En 2019, le concurrent allemand Newsletter2go est racheté et revendique à cette date 80 000 clients dans 160 Etats. Les fonctionnalités de la plateforme sont complétées, par exemple avec la gestion de fichier clients ou la publicité via les réseaux sociaux.
En 2020, l'entreprise récupère de nouveaux clients dans le domaine de la santé, en particulier « des laboratoires ou des groupements cliniques » dont l'activité a augmenté en raison de la crise du Covid-19. En octobre, elle annonce la levée de 140 millions d'euros auprès de Bridgepoint Development Capital et Bpifrance. 
En 2023, elle change d'identité et devient Brevo.